# Quetecsaurus
Quetecsaurus (лат.) — род завроподовых динозавров из клады Lognkosauria группы титанозавров, живших во времена верхнемеловой эпохи (93,5—89,3 млн лет назад) на территории современной Аргентины. Типовой и единственный вид — Quetecsaurus rusconii.
Голотип UNCUYO-LD-300 найден в формации Cerro Lisandro на западе страны. Длина тела, восстановленная по голотипу, составляет около 15 м. Рассматривается авторами описания (González Riga & Ortiz David, 2014) в качестве сестринского таксона для клады Lognkosauria. Carballido et al. (2017) и González Riga et al. (2018) перенесли род непосредственно в состав Lognkosauria.
Родовое название образовано от слова Quetec («огонь») из языка миликаяк и др.-греч. σαῦρος [sauros] — «ящер, ящерица». Видовое название дано в честь палеонтолога Карлоса Рускони.